# Morcles
Morcles era un municipio situado en el distrito de Aigle, en el cantón de Vaud, Suiza.
Fue por primera vez registrado en el año 1043 como Morcles.
El municipio tuvo 66 habitantes en 1764. La población aumentó a 84 en 1803, pero volvió a descender a 68 en 1850.
En 1970 el municipio se fusionó con el municipio vecino Lavey para formar un municipio nuevo y más grande llamado Lavey-Morcles.
- Datos: Q3323830